# فلات یخی اولیوین
فلات یخی اولیوین (به لاتین: Olivine Ice Plateau) یک یخچال طبیعی در نیوزیلند است که در Five Finger Range واقع شده‌است.